# Frankenhardt

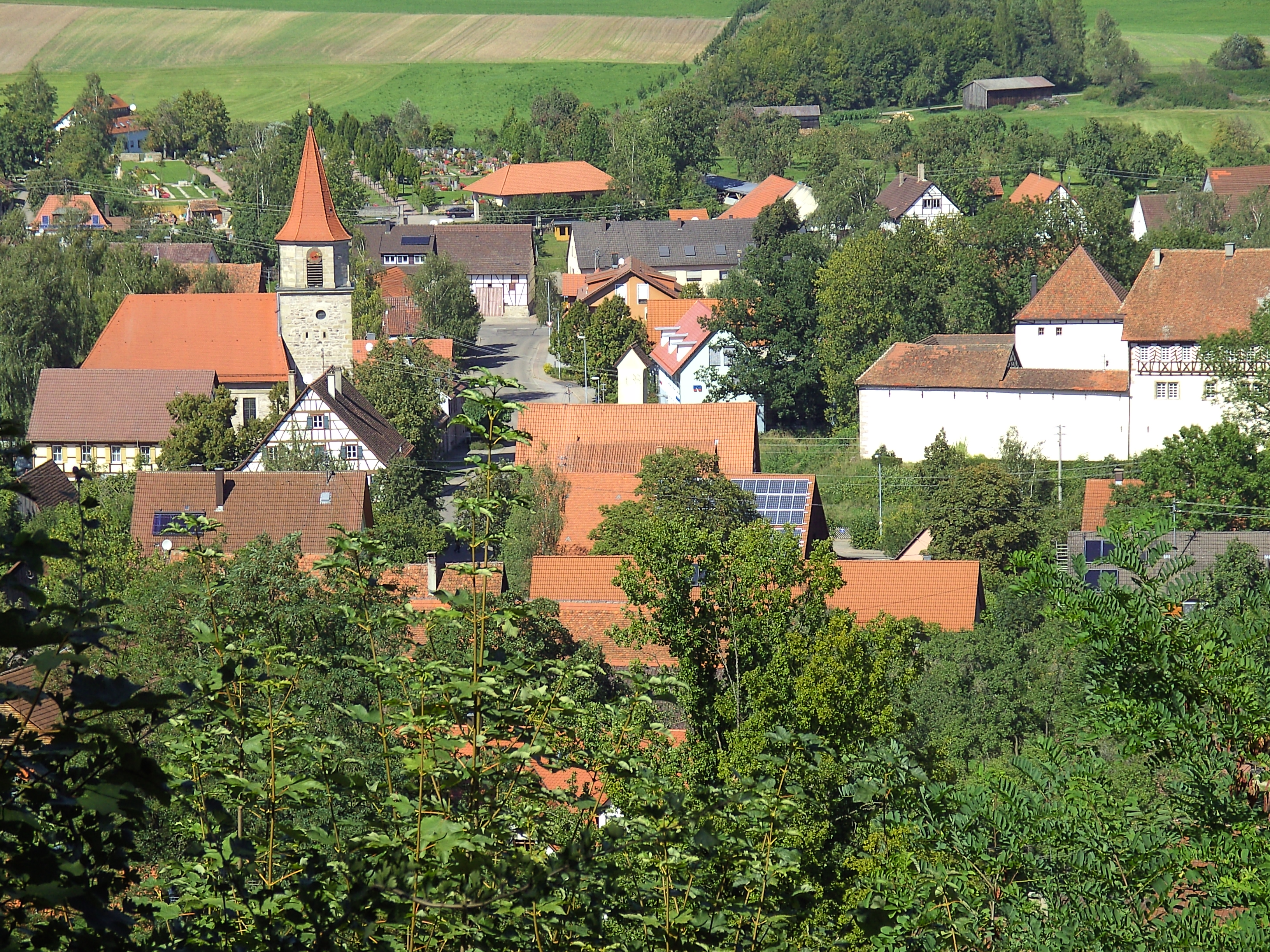
Honhardt

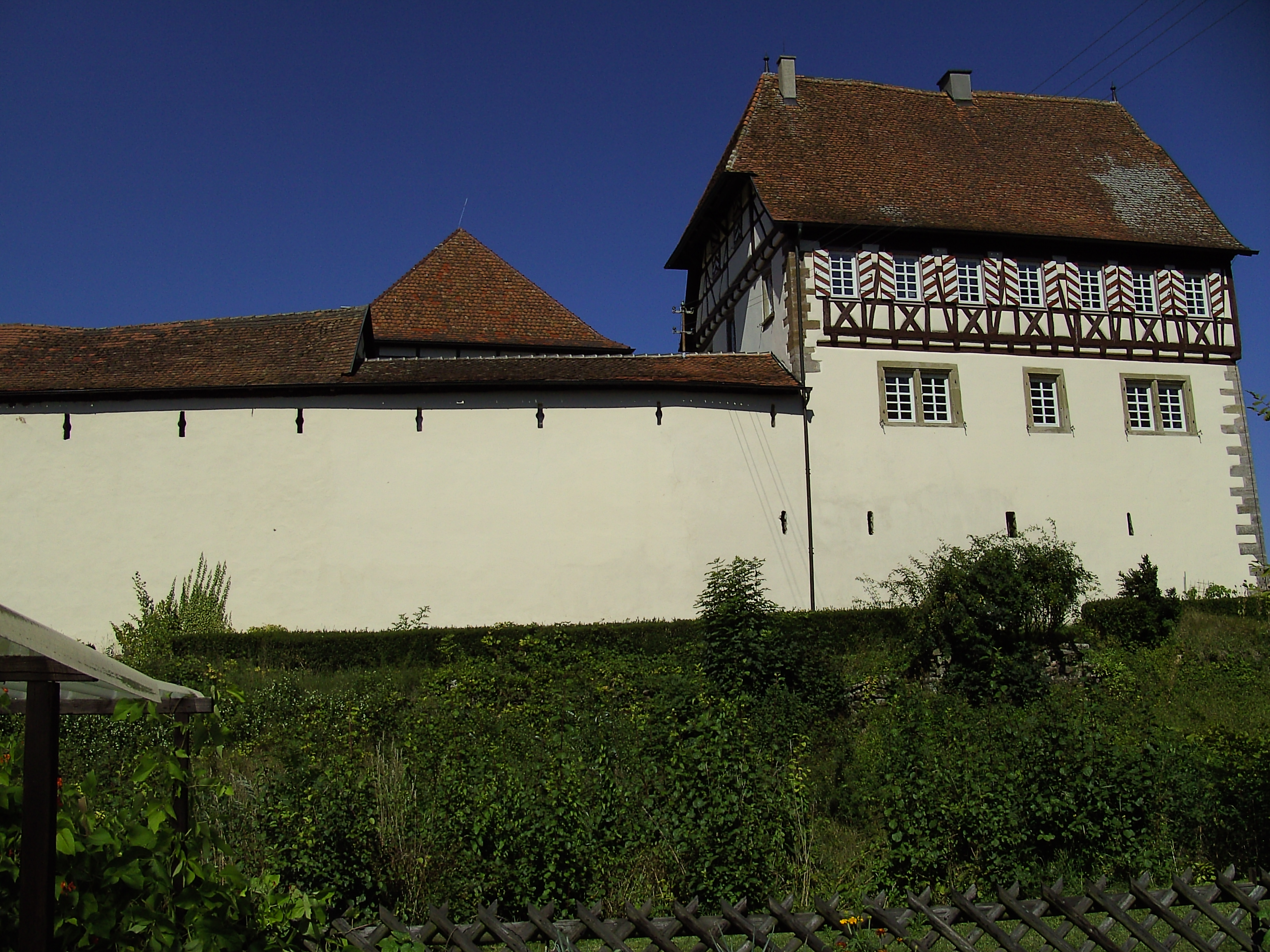
Zamek na wodzie

Frankenhardt – miejscowość i gmina w Niemczech, w kraju związkowym Badenia-Wirtembergia, w rejencji Stuttgart, w regionie Heilbronn-Franken, w powiecie Schwäbisch Hall, wchodzi w skład wspólnoty administracyjnej Crailsheim. Leży ok. 20 km na wschód od Schwäbisch Hall.